# Organisationen för ekonomiskt samarbete och utveckling

OECD:s logotyp.

Organisationen för ekonomiskt samarbete och utveckling (engelska: Organisation for Economic Co-operation and Development, OECD) är en internationell organisation för utbyte av idéer och erfarenheter inom områden som påverkar den ekonomiska utvecklingen mellan industriella länder med demokrati och marknadsekonomi, främst i de 38 medlemsländerna. Ursprungligen hette organisationen Organization for European Economic Cooperation (OEEC) och bildades 1948 för att samordna Marshallplanens insatser för att bygga upp Europa. 1961 reformerades organisationen till dagens OECD. OECD har sitt högkvarter i Paris. Generalsekreterare sedan 1 juni 2021 är Mathias Cormann, från Australien. I Sverige är det Utrikesdepartementet som är huvudman och har samordningsansvaret för OECD-frågorna i Regeringskansliet.

## Verksamhet
En stor del av OECD:s verksamhet är att utvärdera och jämföra de olika medlemsländernas politik och policyer. OECD lyfter även fram lärorika exempel inom olika områden. Vidare har OECD en statistikdatabas med fakta om medlemsländernas verksamhet och ger ut årliga rapporter.
En i Sverige omdebatterad studie var den så kallade PISA-undersökningen (Programme for International Student Assessment) som kom i december 2013. I den hade Sverige sjunkit till 38:e plats, av 65 undersökta länder, när det gällde 15-åriga skolelevers kunskaper inom områden som matematik, läsförståelse och naturvetenskap.

## Medlemmar
OECD har för tillfället 38 medlemsstater. Dessa är:
| Medlem         | Anslutning  | Världsbanksklassificering | Världsdel    |
| -------------- | ----------- | ------------------------- | ------------ |
| Belgien        | 1961        | Höginkomstländer          | Europa       |
| Danmark        | 1961        | Höginkomstländer          | Europa       |
| Frankrike      | 1961        | Höginkomstländer          | Europa       |
| Grekland       | 1961        | Höginkomstländer          | Europa       |
| Irland         | 1961        | Höginkomstländer          | Europa       |
| Island         | 1961        | Höginkomstländer          | Europa       |
| Italien        | 1961        | Höginkomstländer          | Europa       |
| Kanada         | 1961        | Höginkomstländer          | Nordamerika  |
| Luxemburg      | 1961        | Höginkomstländer          | Europa       |
| Nederländerna  | 1961        | Höginkomstländer          | Europa       |
| Norge          | 1961        | Höginkomstländer          | Europa       |
| Portugal       | 1961        | Höginkomstländer          | Europa       |
| Schweiz        | 1961        | Höginkomstländer          | Europa       |
| Spanien        | 1961        | Höginkomstländer          | Europa       |
| Storbritannien | 1961        | Höginkomstländer          | Europa       |
| Sverige        | 1961        | Höginkomstländer          | Europa       |
| Turkiet        | 1961        | Medelinkomstländer        | Asien/Europa |
| Tyskland       | 1961        | Höginkomstländer          | Europa       |
| USA            | 1961        | Höginkomstländer          | Nordamerika  |
| Österrike      | 1961        | Höginkomstländer          | Europa       |
| Japan          | 1964        | Höginkomstländer          | Asien        |
| Finland        | 1969        | Höginkomstländer          | Europa       |
| Australien     | 1967        | Höginkomstländer          | Oceanien     |
| Nya Zeeland    | 1973        | Höginkomstländer          | Oceanien     |
| Mexiko         | 1994        | Medelinkomstländer        | Nordamerika  |
| Tjeckien       | 1995        | Höginkomstländer          | Europa       |
| Polen          | 1996        | Medelinkomstländer        | Europa       |
| Ungern         | 1996        | Höginkomstländer          | Europa       |
| Sydkorea       | 1996        | Höginkomstländer          | Asien        |
| Slovakien      | 2000        | Höginkomstländer          | Europa       |
| Chile          | 2010        | Höginkomstländer          | Latinamerika |
| Slovenien      | 2010        | Höginkomstländer          | Europa       |
| Israel         | 2010        | Höginkomstländer          | Asien        |
| Estland        | 2010        | Höginkomstländer          | Europa       |
| Lettland       | 1 juli 2016 | Höginkomstländer          | Europa       |
| Litauen        | 5 juli 2018 | Höginkomstländer          | Europa       |
| Colombia       | 2020        | Medelinkomstländer        | Latinamerika |
| Costa Rica     | 2021        | Medelikomstländer         | Latinamerika |

OECD-medlemmar
Kandidatländer (2010)
Länder med utökat samarbete

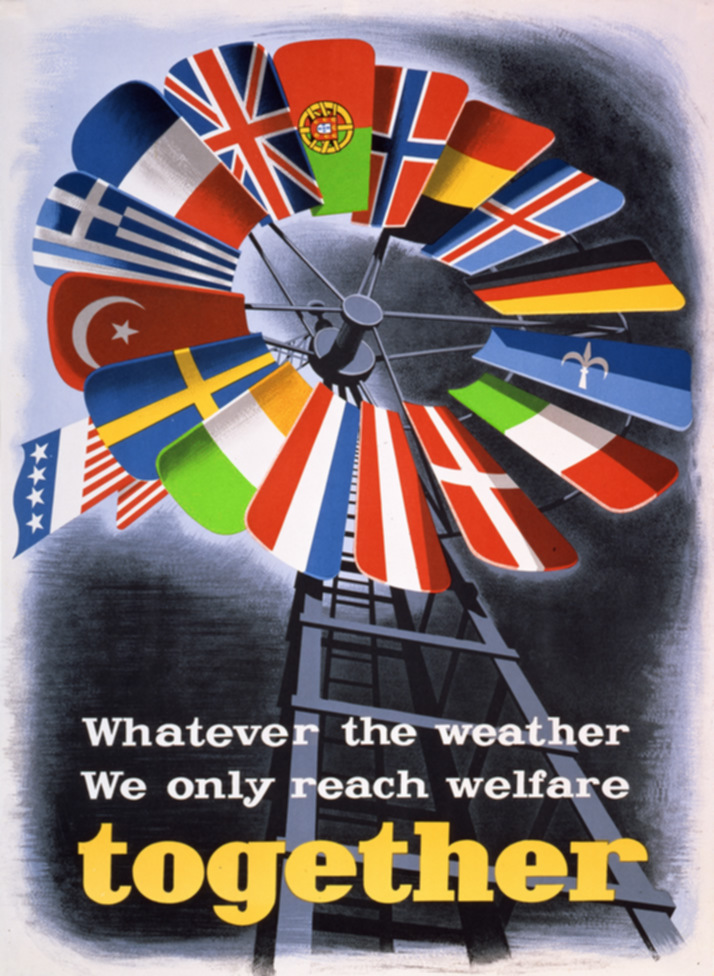
Propagandaaffisch för Marshallplanen.

Förhandlingar med Ryssland om medlemskap inleddes 2007. Förhandlingarna avbröts 2014 och OECD:s kontor i Moskva stängdes. I slutet av februari 2022 avslutade OECD formellt förhandlingarna som en följd av Rysslands invasion av Ukraina 2022.